# Силва, Элдер
Элдер Силва (порт. Hélder Silva, род. 2 сентября 1996, Пасуш-ди-Феррейра) — ангольский шоссейный велогонщик.

## Карьера
В июне 2019 года чемпион Анголы в групповой гонке, которая проходила в столице страны Луанде.
Принял участие на таких гонках как Тур дю Фасо, Тур Руанды, Тур Марокко.

## Достижения
2018
Grande Prémio ACT
1-й в генеральной классификации
1-й этап
2019
 Чемпион Анголы — групповая гонка
1-й этап на Grande Prémio ACT
Grande Prémio Mineiro
1-й (TTT) этап на Тур дю Фасо
3-й на Grande Prémio ACT
2021
Grand Prix de la ville de Luanda